# Schloss Mehun-sur-Yèvre

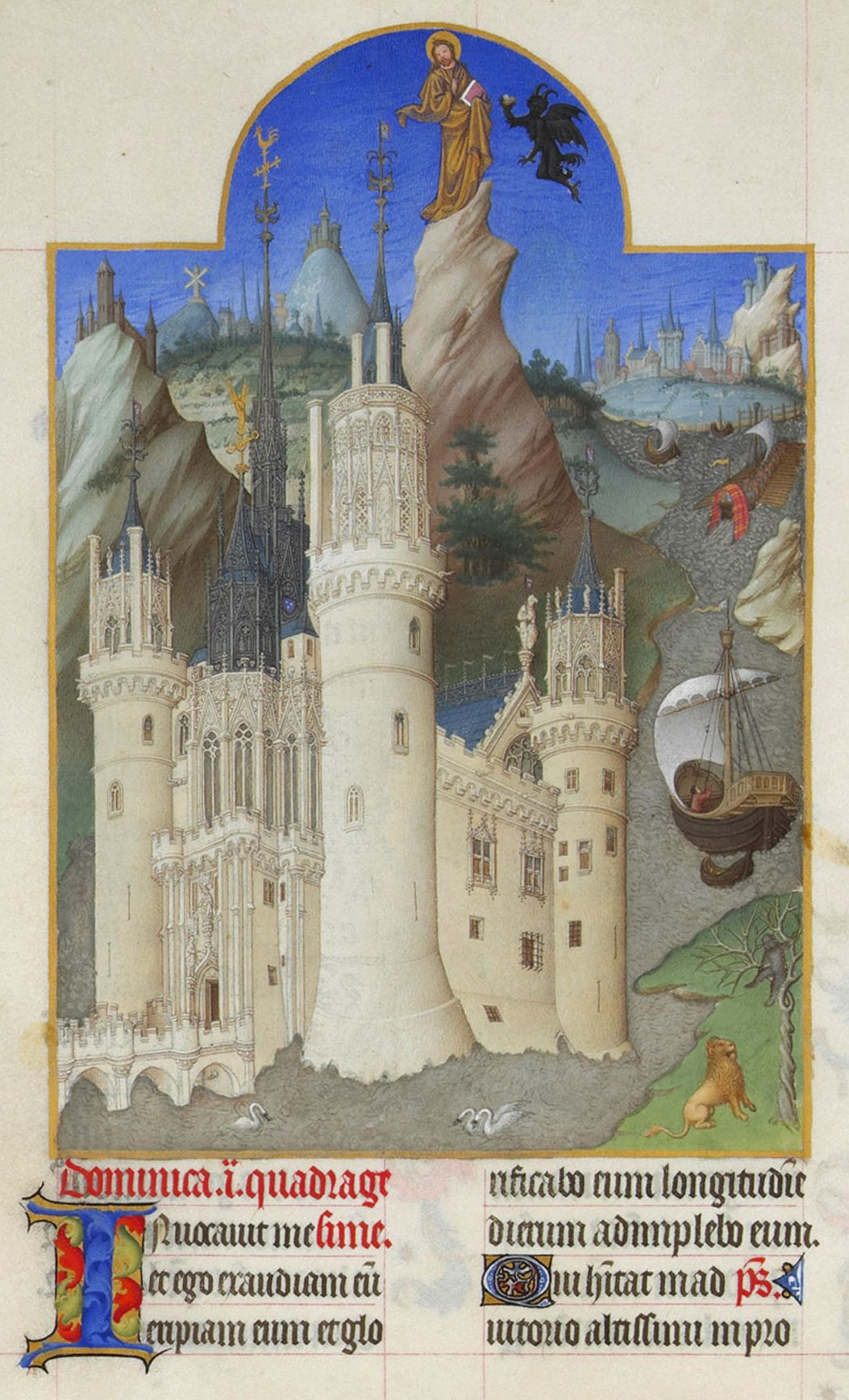
Das Schloss Mehun-sur-Yèvre in den Très Riches Heures des Herzogs Jean de Berry um 1415

Schloss Mehun-sur-Yèvre (französisch Château de Mehun-sur-Yèvre) gehört zur französischen Gemeinde Mehun-sur-Yèvre im Département Cher in der Region Centre-Val de Loire; in aktuellen französischen Broschüren und in örtlichen Hinweisen wird die Bezeichnung Château Charles VII verwendet. Die Schlossruine steht seit 1840 als Monument historique unter Denkmalschutz.

## Baugeschichte

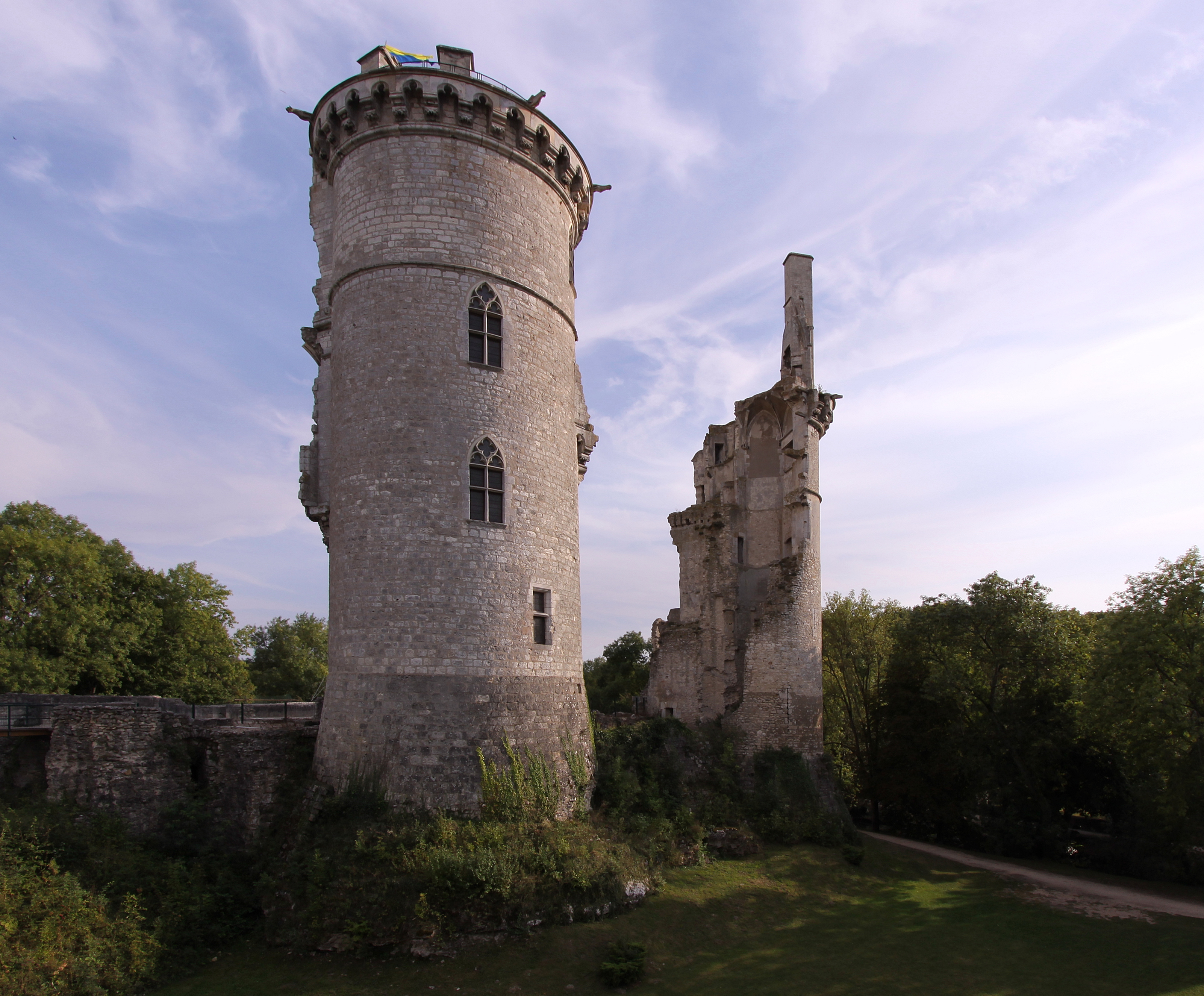
Ruinen von Schloss Mehun-sur-Yèvre

Mehun war einst eine massive Burg, die an Johann von Luxemburg, den König von Böhmen überging. Seine Tochter Jutta war mit dem französischen König Johann II. verheiratet. Dadurch kam Mehun als Teil der Apanage an den Herzog Jean de Valois, duc de Berry, einem jüngeren Sohn Johanns II.
Der Herzog ließ zwischen 1367 und 1390 von seinem Architekten Guy de Dammartin verschiedene Umbauten vornehmen. Die ehemals geschlossene Eingangsseite wurde geöffnet und über dem Haupteingang eine vorkragende Kapelle errichtet. Die anderen Seiten der Festung bekamen hohe Fenster, und den Türmen wurden reich verzierte Aussichtsterrassen aufgesetzt. Man kennt das Aussehen des Bauwerkes, eines der ersten im französischen Stil der Flamboyantgotik, aufgrund der Miniaturmalerei der Brüder von Limburg in den Très Riches Heures des Herzogs von Berry.
Später schenkte Johann von Berry das Schloss seinem Neffen, dem Dauphin Jean. Nach dessen Tod 1417 kehrte Mehun in die Domaine royal zurück. König Karl VII. starb dort am 22. Juli 1461.
Die Burg wurde 1550 durch einen Brand schwer beschädigt und während der Französischen Revolution stark zerstört. Neben zwei Türmen blieben lediglich einige Mauerreste und auch Reste vom Dekor der Kapelle erhalten.